# مالوژن
مالوژن (به لاتین: Malużyn) یک روستا در لهستان است که در گمینا گلینویتسک واقع شده‌است. مالوژن ۳۷۰ نفر جمعیت دارد.